# 4298 Jorgenúnez
4298 Jorgenúnez eller 1941 WA är en asteroid i huvudbältet, som upptäcktes 17 november 1941 av den spanske astronomen Isidre Pòlit vid Observatori Fabra i Barcelona. Den är uppkallad efter Jorge Núnez.
Asteroiden har en diameter på ungefär 16 kilometer.